# Ребедайлівка
Ребеда́йлівка — село в Україні, у Михайлівській сільській громаді Черкаського району Черкаської області. Населення становить 1010 осіб (2019 рік).

## Географія

### Розташування
Територія села розташована по обидва боки річки Лаврусихи за 56 км від районного та обласного центрів — міста Черкаси. та за 7,1 км від залізничної станції Кам'янка. Межує з містом Кам'янка, селами Михайлівкою, Грушківкою, Пляківкою, Флярківкою. Західна частина села розташована при автошляхові «Київ-Донецьк-Ізварине», що сполучений асфальтованою дорогою з центром села. Саме село розташоване по ярах та балках, що утворилися внаслідок руйнації поверхні стоками вод і мають різні назви: Бичківка, Саранчене, Перегонівка, Новоселиця, Економіка, Яр (ці назви виникли від часу заселення). Основна територія села розташована на рівнині. Село оточене лісами: Барвінкове, Тростянка, Ребедайлове, Парафилове, Хівричеве.

### Корисні копалини
На території села поширені корисні копалини, переважно осадового походження: піски, глина, серед яких є біла глина (каолін), яку можна використовувати в фарфоро-фаянсовій промисловості. Запаси її невеликі. Будівельний камінь, який виходить на поверхню в долині річки. Є глина для гончарної справи. Граніт, як будівельний матеріал, використовували для будівництва тваринницьких приміщень, в даний час не добувають.

### Клімат
Клімат місцевості помірно-континентальний. Переважають західні і північно-західні вітри протягом весни, літа і осені. Середня січнева температура повітря — -(5—6)°C, середня липнева — +(20—23)°C. Середня кількість опадів становить — 500 мм на рік. Протягом року опади випадають не рівномірно, часто влітку бувають зливи, посухи.

### Флора, фауна
На більшій території Ребедайлівки ґрунти середньо-гумусні чорноземи. Територія розташована на межі переходу зони лісостепу в степ. В лісах, які розташовані по ярах і балках, ґрунти сірі лісові. Рослинний світ представлений рослинами лісу і степу. Колись в минулому був ковилотопчаковий степ — в даний час розораний, на якому вирощують різні сільськогосподарські культури. Більшість ярів та схилів розорані і на них посаджені ліси. В лісах даної місцевості переважають листяні породи: дуб, граб, липа, клен та кущі: ліщина, терен, глід, бересклет. Під кущами ростуть різноманітні трави. Старих дерев збереглося дуже мало в зв'язку з тим, що декілька разів проводилась вирізка.
Підсаджено багато молодих дерев, серед них хвойних порід. Трав'янистий покрив складається з багатотрав'я, в складі якого поширені лікарська медунка, фіалка, лучний чай. Навесні вся лісова площа вкрита густим різнобарвним килимом пролісків. Тваринний світ представлений тваринами лісу і степу. В лісах водяться: козулі, зайці, лисиці, куниці, кроти, їжаки і дикі кабани та різноманітні птахи. В степах поширені гризуни — польові миші, ховрашки, тушканчики та різні птахи. В ставку водяться риби: короп, карась, товстолобик. Влітку прилітають водоплавні птахи. Кількість птахів та тварин в останній час значно зменшилася через надмірне застосування в сільському господарстві хімікатів.

## Назва
Назва села походить від слів «риби дай». Через село проходила чумацька дорога, попід ставком була землянка, в якій жив сторож. Коли проїжджали чумаки, то завжди просили сторожа — «риби дай», а потім і дали йому прізвисько Рибидайло. Пізніше й село почало називатись Ребедайлівкою. Нащадки Ребедайлів виїхали до села Жаботин, де мешкають дотепер.

## Історія

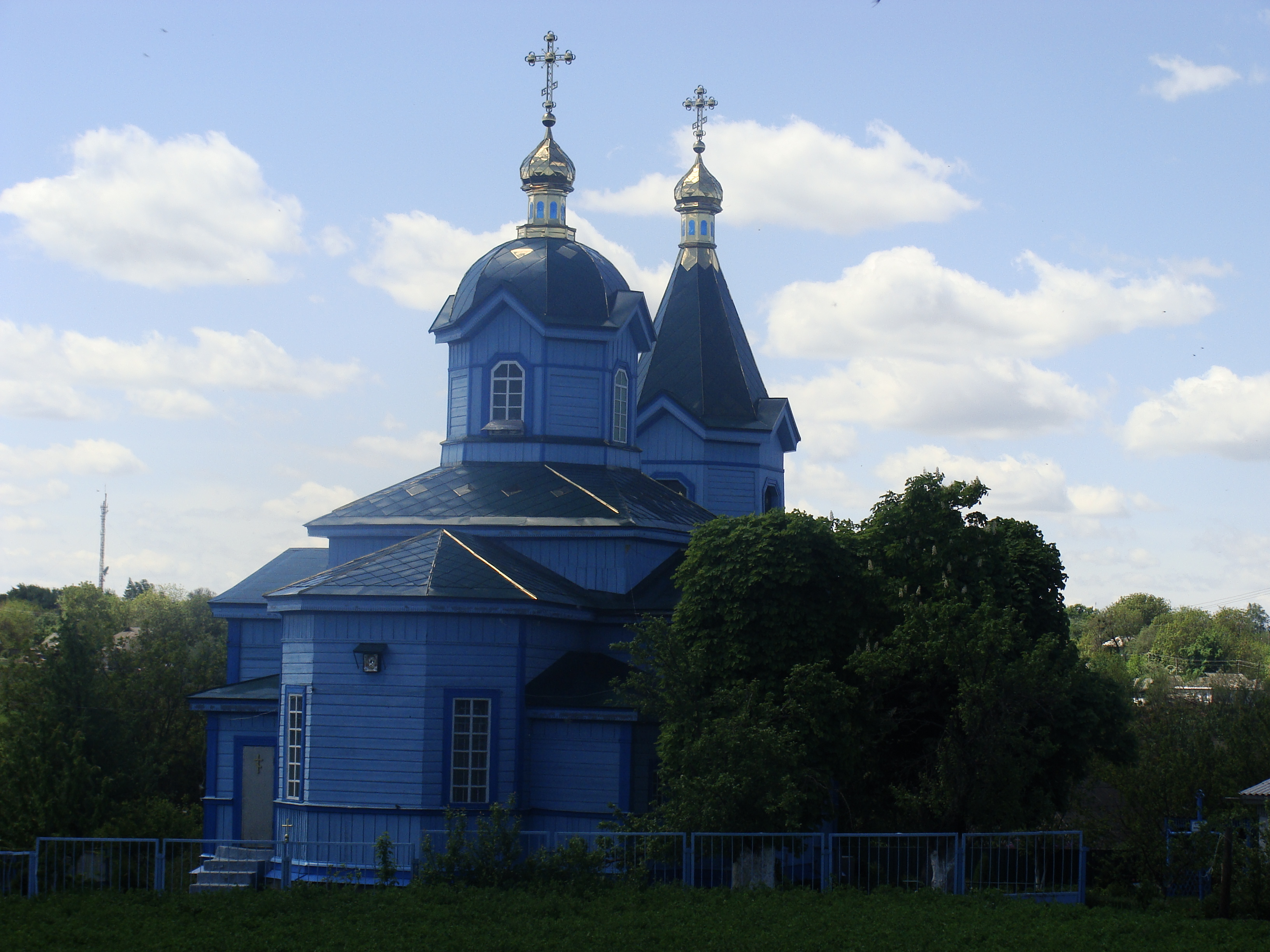
Церква Різдва Пресвятої Богородиці

Село засноване 1639 року. Колись Ребедайлівка була маєтком поміщика Карла Трипольського, якому належало також й село Ревівка. В обидвох селах мешкало 828 осіб, у тому числі 20 римокатоликів, які належали до панського маєтку (двору). До села Ребедайлівки входило 3 хутори і хутір Онуфріївського монастиря, де був один двір та мешкала родина з 3 осіб. Хутору належало 93 десятини землі. Головне заняття місцевого населення — землеробство, яке велося за трипільною системою та перебувало в оренді у селян села Пруси Черкаського повіту А. К. Кодоли та М. Ф. Луценка. Нині ця місцевість має назву хутір Чернече.
Інший хутір Ребедайлівський (власницький), де було два будинки та мешкали 7 осіб. Основним заняттям також було землеробство. Хутору належало 240 десятин землі, яка належала Наталії та Марії Парамоновим-Волик і перебувала в оренді І. А. Ленкевіча.
Ще один хутір Лаврусиха, розташований в долині річки Лаврусихи, через який проходив чумацький шлях, мав 91 десятину землі. У 1808 році в селі налічувався 81 двір, де мешкало 506 осіб. Ребедайлівка з навколишніми селами належала Льву Давидову і продана ним Цьхоцькому. Від Цьхоцького куплена колишнім головою громадського суду Трипольським: батьком Карла Трипольського, згодом графу Бобринському. В 1808 році в селі побудований винокурний завод. У 1796 році тут збудовано дерев'яну церкву, яка нині є пам'яткою архітектури. Церкві належало 130 десятин землі. На той час тут було 20 вітряних млинів та кузня. При церкві від 1813 році діяла церковнопарафіяльна школа.
У січні 1918 року в селі встановилася Радянська влада, а 1924 року селянами створена артіль «Прогрес». 6 квітня 1925 року створено меліоративне товариство селянської допомоги з будівництва ставка (голова — Бичок Йосип П.). 1926 року було створено садове товариство «Новий садок» (голова — Гвоздик Макар Садівонович), яке проіснувало до 1 червня 1928 року. У січні 1930 року було створено товариство спільного обробітку землі «Нове життя» (голова П. Ф. Солодаренко), на базі якого 1935 року створений колгосп імені Кірова.
1941 року село окуповане німецькими військами. 76 місцевих мешканців загинули на фронтах німецько-радянської війни, а 72 нагороджені радянськими орденами і медалями. У ніч з 9 на 10 січня 1944 року село було звільнено радянськими військовими підрозділами 8-го механізованого корпусу гвардійської танкової армії Другого Українського фронту під командуванням Зуслаєва.
Станом на 1972 рік в селі проживало 1295 осіб, працювала комплексна бригада Кам'янського колгоспу «Жовтень». На той час в селі працювали восьмирічна школа, клуб, бібліотека з фондом 6 тисяч одиниць зберігання (книг), медпункт.
У селі функціонують КЗ «Ребедайлівський ліцей Михайлівської сільської ради Кам'янського району Черкаської області», ЗДО «Дзвіночок», Фельдшерсько-акушерський пункт, відділення поштового зв'язку «Укрпошта» та поштове відділення «Нова Пошта», Будинок культури, бібліотека та працює гурток художньої самодіяльності. Працює три магазини.
Село повністю електрифіковано за радянських часів і в 2003 році газифіковано 268 дворів. На території села діють сільгосппідприємства: ТОВ «Колос 08», ВАТ «ОлімпАгро» та ТОВ «Будівельна компанія» «Ескадор».

## Населення

### Мова
Розподіл населення за рідною мовою за даними перепису 2001 року:
| Мова       | Кількість | Відсоток |
| ---------- | --------- | -------- |
| українська | 1062      | 98.06%   |
| російська  | 21        | 1.94%    |
| Усього     | 1083      | 100%     |

## Освіта
1 травня 1813 року в селі Ребедайлівка відкрилася церковнопарафіяльна школа, в якій було 6 учнів та 1 вчитель. У 1930-х роках в центрі села було збудоване нове приміщення школи, де навчалися учні старших класів. У листопаді 1959 року школа отримала статус восьмирічної. 16 листопада 1975 року введено в експлуатацію нове приміщення на 320 учнів. Нині в школі навчається 72 учні. У 1991 році школа реорганізована у середню, від грудня 2019 року — КЗ «Ребедайлівський ліцей Михайлівської сільської ради Кам'янського району Черкаської області». Навчально-виховний процес в закладі забезпечують 15 педагогів.

## Відомі люди
В селі народилися:
- Безпалий І. Д. — кандидат сільськогосподарських наук.
- Бордюг Олександр Олегович — срібний призер Євразійського кубку з пауерліфтингу.
- Ельжбета Босняцька (1837—1904) — польська поетеса і драматург[7].
- Гвоздик Василь Степанович — кандидат історичних наук, доцент кафедри новітньої історії України Запорізького національного університету.
- Кирило Гвоздик — художник покоління Розстріляного відродження, бойчукіст.
- Євса Ольга Олександрівна — модель, учасниця шоу «Модель XL»[8].
- Олег Клочок — художник-живописець[9].
- Данило Кононенко — поет, перекладач, публіцист, заслужений журналіст України.
- Кононенко Степан Якович — поет, педагог[10].
- Кульбачний Костянтин Нестерович — кандидат медичних наук[10].
- Миколенко М. П. — кандидат біологічних наук.
- Погорілий Олексій Валерійович (1995—2014) — старший солдат Збройних сил України, учасник російсько-української війни.
- Солодаренко І. І. — архітектор, реставратор.
- Таран І. В. — професор, доктор біологічних наук.
- Яворська Валентина Олександрівна — доцент кафедри біржової діяльності і торгівлі Національного університету біоресурсів і природокористування України, кандидат економічних наук.

## Пам'ятники, історичні місця
У центрі села розташований обеліск Слави, встановлений в пам'ять односельців загиблих під час німецько-радянської війни, імена яких викарбувані на гранітних плитах меморіалу. Неподалік села виявлено кургани ранньоскіфських часів.